# Tissø Vikingecenter

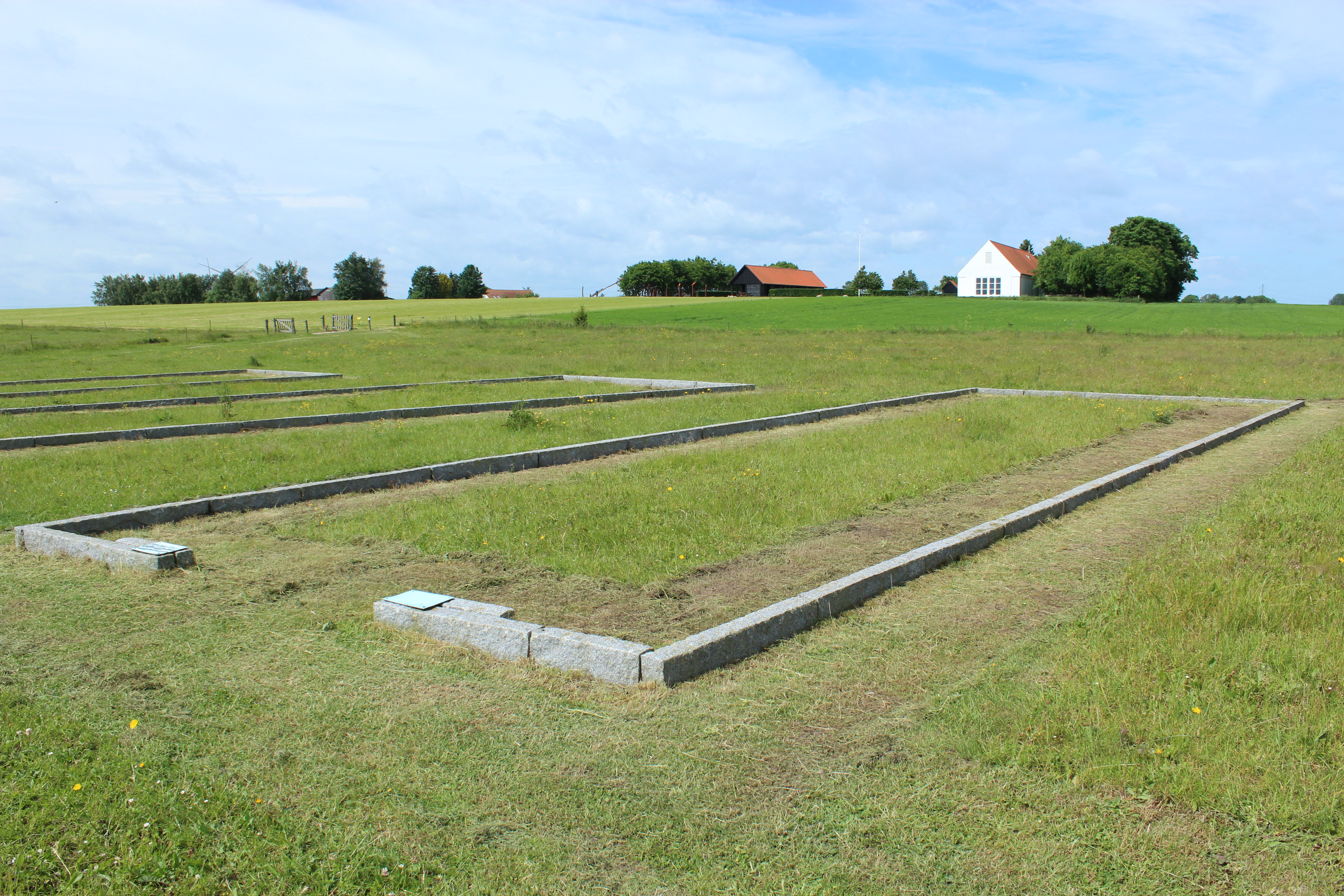
Tissø Vikingecenter en restanten van vikinghuizen

Tissø Vikingecenter is een museum in het Deense Store Fuglede. Het museum belicht de tijd van de Vikingen en ligt naast restanten van vikinghuizen. De tentoonstelling omvat drie thema's: cultus, cultuur en archeologie en er is een film over het leven rond de koninklijke hoeve van Tissø. Er is ook een replica van de 1,8 kg zware gouden Tissø-nekring en verschillende andere vikingartefacten. 